# Mémoires d'un flic
Pour plus de détails, voir Fiche technique et Distribution.
Mémoires d'un flic est un film français réalisé par Pierre Foucaud en 1956.

## Synopsis
Aux assises d'Aix-en-Provence, on juge Francis Bianconi pour le meurtre du patron du Petit Marabout, à Marseille. Le commissaire principal Dominique vient faire une révélation à la fin du procès : le témoignage d'un détenu disculpe Bianconi.
La suite du film est un flashback expliquant pourquoi Dominique disculpe Bianconi, pourtant un truand à la tête de la bande de racketteurs du Strip tease, avec sa patronne Lola. Un mystérieux informateur, le Gitan, l'informait des coups de la bande. Dominique découvre que son fils, Gérard, est en relation amicale avec un des suspects, Fred, un de ses anciens camarades de combat. Celui-ci est amoureux de Betty, une prostituée dominée par Marco, un souteneur violent de la bande. Le patron du Petit Marabout, acculé, finit par vendre sa boîte à Lola, mais il est pris en chasse et tué par la bande alors qu'il transporte le produit de la vente.
Le commissaire Dominique tente de sauver Fred, celui-ci s'avérant être un type bien. Mais Marco tente de se débarrasser de lui en le faisant tomber avec l'aide de Théo, un inspecteur corrompu, et Fred les tue. Fred est abattu par le commissaire alors qu'il s'apprête lui-même à abattre Bianconi : Dominique doit sacrifier un garçon qu'il estime parce qu'il va tuer un gangster, mais il a une raison pour cela...
Le film est ponctué par la chronique des affaires courantes que doit aussi traiter le commissaire.

## Fiche technique
- Titre : Mémoires d'un flic
- Réalisation : Pierre Foucaud, assisté de : Bernard Toublanc-Michel, Yves Prigent, Olivier Benoit
- Scénario, adaptation et dialogues : Jean Halain
- Décors : Lucien Carré, Sydney Bettex
- Costumes : Mireille Leydet
- Photographie : Paul Cotteret
- Opérateur : Robert Schneider, assisté de Guy Suzuki et Marcel Gilot
- Son : Joseph de Bretagne, assisté de Gaston Demède et Max Olivier
- Montage : Jean Feyte, assisté de Paulette Fontenelle
- Musique : Louiguy
- Chanson : Un inconnu a volé mon cœur (paroles de Charles Aznavour, musique de Louiguy) - (éditions Hortensia, Disques Philips)
- Script-girl : Charlotte Lefèvre
- Habilleuse : Louise Albouze, Marie Stuber
- Maquillage : Odette Berroyer, Dominique Berroyer et Pierre Berroyer
- Régisseur général : Roger Boulais
- Régisseur ensemblier : Georges Fontenelle
- Régisseur adjoint : Maurice Touati
- Accessoiriste : François Sune, Michel Sune
- Conseiller documentaliste : Roland Moronval
- Pascale Robert est habillée par Carven et Michel Jourdan par Ted Lapidus
- Production : Production Artistique et Cinématographique, Pathé Cinéma
- Chef de production : André Hunebelle
- Directeur de production : René Thévenet
- Producteur délégué : Paul Cadéac (P.A.C), Pierre Cabaud et René Bézard (S.N.P.C)
- Secrétaire de production : Charlotte Choquert
- Chargé de presse : Jean-Claude Labret
- Distribution : Consortium Cinéma
- Photographe de plateau : Henri Thibault
- Tournage du 31 mai au 23 juillet 1955 dans les studios Francoeur
- Tirage : Laboratoire G.T.C
- Pays :  France
- Format : Noir et blanc - 1,37:1 - 35 mm - Son mono
- Genre : Policier
- Durée : 88 minutes
- Première présentation :
  - France - 27 janvier 1956
- Visa d'exploitation : 16829
- Affiche : Jean Mascii (France)

## Distribution
- Michel Simon : le commissaire Henri Dominique
- Suzy Prim : Lola, la patronne du Strip-tease
- Marcel Lupovici : Francis Bianconi, crédité Marcel Lupovicci
- Henri San-Juan : Marco
- Pascale Roberts : Betty
- Albert Dinan : Pino, le patron du Petit Marabout
- Michel Jourdan : Fred
- Louis Arbessier : le président de la cour
- Fernand Sardou : l'homme politique
- Mauricet : le directeur de la P.J
- Michel Flamme : l'inculpé interrogé par Dominique
- Gérard Buhr : Gérard, le fils du commissaire
- Pierre Grasset : l'inspecteur Théo
- Lucienne Le Marchand : Marthe
- Christine Langier : la barmaid
- Françoise Fabian : la comtesse
- Raymone : la tante Louise
- Catherine Sauvage : elle-même
- René Bergeron : un inspecteur
- Hugues Wanner : l'avocat général
- Jack Ary : un inspecteur
- Emile Riandreys : l'oncle Charles
- Marcel Rouzé : le barman
- André Philip : Maître Monnerot avocat de la défense
- Michel Nastorg : un homme de la cour
- Bernard Musson : un homme au tribunal
- Raoul Billerey : un truand
- Robert Mercier : un garde à l'audience
- Sylvain Lévignac : l'inspecteur Robert
- Rosa la Pudeur : elle-même
- Jacqueline Gut : la bridgeuse chez le commissaire
- Eliane Charles : une femme au tribunal
- Jacques Joignant : un jeune avocat
- Claude Larry
- Bernard Andrieu
- Sam Endel
- J.L Thévenet
- Jacques Bézard
- Jean Balthazar
- Jean-Claude Dumoutier
- Tania Soucault

## Autour du film
IMDb attribue la note moyenne de 6,1/10 à Mémoires d'un flic.
C'est le troisième et avant-dernier film de Pierre Foucaud, qui a ensuite poursuivi une carrière de scénariste, notamment du Bossu, de plusieurs Fantômas et autres OSS 117. Il est probable qu'André Hunebelle, qui avait quant à lui déjà réalisé douze films, ait joué sur Mémoires d'un flic un rôle bien plus important que celui de chef de production pour lequel il est crédité.
C'est le premier film de Françoise Fabian.
Interviewé en 1964 par la Radio télévision suisse à propos du film (« flic, c'est un mot que l'on utilise quand on n'aime pas beaucoup les policiers »), Michel Simon étonne par cette réponse :